# Blauen Berg
Blauen Berg är ett berg i Schweiz.   Det ligger i distriktet Bezirk Laufen och kantonen Basel-Landschaft, i den centrala delen av landet, 60 km norr om huvudstaden Bern. Toppen på Blauen Berg är 839 meter över havet, eller 46 meter över den omgivande terrängen. Bredden vid basen är 2,7 km.
Terrängen runt Blauen Berg är kuperad åt sydväst, men åt nordost är den platt. Runt Blauen Berg är det ganska tätbefolkat, med 207 invånare per kvadratkilometer.. Närmaste större samhälle är Basel, 11,8 km norr om Blauen Berg. 
I omgivningarna runt Blauen Berg växer i huvudsak blandskog.